# MK3
La granata MK3 è una bomba a mano dirompente, realizzata in forma cilindrica, di cosiddetto tipo offensivo in quanto progettata per produrre danni durante il combattimento ravvicinato, ma riducendo al minimo il pericolo per il personale amico.

## Caratteristiche
È generalmente realizzata con corpo di cartone catramato. Le onde d'urto (sovrapressione) prodotte da questa granata quando utilizzata in ambienti chiusi sono maggiori di quelle prodotte dalla granata a frammentazione.
Nel corso della storia ne sono state realizzate di diversi tipi: ad esempio la MK3A1, MK3A2 e la  MK3A3.

## Utilizzo
La granata è utilizzato anche per gli effetti di concussione in ambienti chiusi  o per le attività di demolizione. È quindi molto efficace contro i soldati nemici situati in bunker, edifici e aree fortificate.